# 에릭 밴 러스트베이더
에릭 밴 러스트베이더(Eric Van Lustbader, 1946년 ~ )는 미국의 스릴러, 첩보 소설 작가이다. 스투이페산트 고등학교, 컬럼비아 대학교의 컬럼비아 컬리지를 졸업하였다.